# キエフ・ルーシ期の都市
本頁はキエフ・ルーシ期の都市についてまとめたものである。おおよそ、時代としてはキエフ大公国の成立から滅亡（9世紀 - 1240年）、地域としてはキエフ大公国の全盛期の領域に相当する。
（留意事項）：本頁においては、便宜上、広く用いられているもの以外の歴史的用語の日本語転写元はロシア語に統一している。またキリル文字表記はロシア語表記を用いている。

## 起源と発展
キエフ・ルーシ期の同地域の都市は、東スラヴ民族が恒久的な定住をすることによって形成された。それは商工業（手工業）の中心地、信仰の中心地、要塞、あるいは公の居城を軸に形成された。また、集会の日のための地点であるポゴストや、キエフルーシに従属した部族の領域内に人々が定着し、形成されたものもある。また、9世紀 - 10世紀における都市は、規模は大きくないものの要塞の機能を持ち、住民のための避難所の要素も有していた。なお10世紀末以前にはポサードは見られない。
9世紀から、都市人口と、既存の中心都市周辺の都市の数の急激な増加が始まった。注目すべきは、11世紀 - 13世紀の都市の出現と成長は、現在のチェコ、ポーランド、ドイツでも生じていることである。多数の都市が出現した理由について多くの学説が唱えられている。そのうちの1つとして、帝政ロシアの歴史家・ヴァシリー・クリュチェフスキーは、ルーシの都市の出現と、ヴァリャーグからギリシアへの道に沿った交易路の開拓とを関連づけている。しかしこの学説の反対者は、ルーシの都市の誕生と成長は、この交易路に沿う土地のみではないことを示している。

## 産業
都市と農業に密接な関連性があることは、初期の都市の特徴である。考古学の発掘調査によって、9世紀 - 12世紀のルーシの都市の都市民が恒久的な農耕を行っていたことが確証されている。この時期の農業の特質として、菜園・庭園が挙げられる。また家畜を有していた。考古学者は、馬・牛・豚・羊などの家畜の骨を大量に発見している。
さらに都市では手工業品の生産が発展した。ボリス・ルィバコフ(ru)の研究では、64種の手工業の専門職が見定められ、11グループに分類されている。チホミーロフはルィバコフの提唱のいくつかに対し、存在そのものや、充分に普遍的な職種だったかという点で疑問を表明し、若干異なる分類をなした。
以下は、議論の余地はあるものの、専門家の大半によって存在が認められている専門職である。
- 鍛冶屋：釘、錠前、鍋釜の鍛冶屋を含む。銀・銅を扱った。
- 武器工：武器の製造に関連した様々な職人。ただし、専門職だったかどうかについてはしばしば疑問を呈されている。
- 宝石・琺瑯製品の職人。
- ドレヴォデリ（древоделы）：建築家・大工を指す概念。
- オゴロドニキ（огородники）：都市の要塞を建設した。
- コラブリチー（корабльчии）：船・小舟を製造した。
- 石造りの建設者：強制労働やホロープ（隷属民階級）と関連している。
- 仕立て屋(ru)
- 皮革職人
- 陶器・ガラス職人
- イコン職人(ru)
- 本を書く専門家

また、職人たちはしばしば固定的な需要の見込まれた特定の物品の生産に従事した。このような物品には鞍、弓、帽子、盾などがあった。なお、西欧の都市のように生肉業者やパン職人の存在を仮定することができるが、年代記の記述からは確認することができない。
都市に関する主要な役職には、都市そのものと、土地の所有者であるクニャージ（公）、ドルジーナ（従士団）、ボヤーレ（貴族）らが就いた。また商人はかなり早い段階から他と分離して特定の社会層を形成しており、公からの直接的な庇護の下で尊敬を集めていた。

## 人口
キエフ・ルーシ期の総人口は、12世紀末-13世紀初頭にかけては700万-800万人に達したと見積もられている。その大部分は農村人口であったとはいえ、都市人口の割合は当時の西欧に比べて高く、総人口のうち13-15%が都市に住んでいたと推測されている。都市人口の中心を占めたのは、職人（自由民、隷属民の両方を含む）、手工業者、日雇い労働者だった。11世紀初めのノヴゴロドの人口は約1万 - 1万5千人、13世紀初頭に2-3万人と推定されている。12 - 13世紀のキエフは確実にノヴゴロドより大規模だった。たとえば、1240年のキエフ陥落の際の人口は、3万5千から5万人と見られている。キエフは全盛期には数万人規模の人口を擁した、中世有数の巨大都市だったと推測されている。他の大都市としてはチェルニゴフ、ウラジーミル=ヴォリンスキー、ウラジーミル=ザレスキー、ガーリチ、ポロツク、スモレンスクが数え上げられる。都市面積の大きさによって著名な都市としては、ロストフ、スーズダリ、リャザン、ヴィテプスク、ペレヤスラヴリがあった。一方、これら以外の都市の人口は1千人を超えているものはまれであったとされる。それはクレムリまたはデティネツの城壁の囲う正方形の大きさから証明されている説である。

## 建設年度と信憑性
ルーシの初期の都市の建設年度の確定は困難である。通常、年代記の最初の言及をそれに当てはめるが、年代記に言及された年には既に、その都市は建設されていた可能性を考慮する必要がある。より正確な建設年度は、例えば考古学上の出土品等の間接的なデータによって定められるはずであるが、いくつかの考古学上のデータは、年代記の記述に反している。例をあげると、ノヴゴロドとスモレンスクの、年代記での初出は9世紀であるが、今のところ、10世紀より古い層からの出土品はない。もしくは、都市によっては考古学的手段からのデータは不十分である。現状では、都市の建設年度に関する証拠の優位性は（プトレマイオス朝並に古いとする記述には信用が置かれていないが、）年代記に与えられている。
キエフルーシ期の都市の数は、年代記の記述を重視すると、主要な入植地、各部族の中心地、各公国の支配拠点などが計上される。しかし、年代記の記述不足、年代記の典拠の欠如などから、都市の数は、たとえ近似値でも確立することができていない。従って、年代記を元に2ダース以上の都市を列挙することができるが、それは不完全な一覧である。

## 都市一覧
以下は、年代記から存在を確認できる都市を、公国の領域ごとに分類した一覧である。
（留意事項）
- 都市名は当時の名称を『原初年代記』の日本語訳本を優先して記載した。また、その中に確認できなかったものは、便宜上、ロシア語表記からの日本語転写（音写ではない）に統一した。よって、現在の都市名と大きく名称が異なっている都市が複数ある。
- 都市は主要公国の勢力圏ごとに分類しているが、年代によって支配公国が変わったり、新たな分領公国の所有となったりした都市もある。
- 年代記において複数の名称が記載されている都市名は / で併記した。
- 創立年度は年代記の記述に基づくが、相違のあるものについては / で併記した。
- 現在の名称については各都市の頁を、都市所有公国の変遷については各都市や各公国の頁を、名称の出典（と有無）については脚注を参照されたし。

| キエフ公国・ペレヤスラヴリ公国 |                | |
| 都市名 | 建設年         | 特記事項 |
| キエフ | 9世紀          | ポリャーネ族の中心地。キエフ大公国・キエフ公国の首都 キエフ地域には、紀元前5 -3世紀のククテニ文化期から移住が行われていた。                                                                             |
| ジトーミル | 884年          | |
| ロドナ | 980年          | |
| ペレセチェニ | 992年          | |
| イスコルテニ | 946年          | ドレヴリャーネ族の都市。 |
| ヴィシェゴロド | 946年          | キエフの近郊にあり、キエフの公の離宮として機能した。 ヴィシゴロド公国の首都。 |
| ヴルチー | 977年          | 10世紀後半にイスコルテニが荒廃したのち、ドレヴリャーネ族の中心地となった。 オーヴルチ公国の首都。 |
| トゥロフ | 980年          | キエフからトゥーロフを通過しバルト海沿岸へ至る交易路（ヴァリャーグからギリシアへの道の一部）があった。 トゥーロフ公国の首都。                                                                           |
| ヴァシリエフ | 988年          | 要塞として建設された。 |
| ベルゴロド | 991年          | 高度に要塞化されていた都市。なおロシアのベルゴロドとは異なる。 |
| トレポリ / トリポリエ | 1093年         | ポロヴェツ族との戦闘に備えた要塞。 地域にはククテニ文化の痕跡が見られる。 |
| トルチスク | 1093年         | ベレンデイ族、ペチェネグ族などの諸部族との商取引の中心地。都市名はかつての定住者のテュルク系民族に由来する。                                                                                            |
| ユリエフ | 1095年         | キエフ大公ヤロスラフ1世（聖名ユーリー）によって建設された。正確な場所は不明だが、トルチスクよりも北と考えられる。                                                                                       |
| カネフ | 1149年         | 要塞として建設された。 |
| ペレヤスラヴリ | 907年 /911年   | ペレヤスラヴリ公国の首都。 |
| トレポリ・トルチスク・ユリエフ・カネフは年代記に多出するものの、要塞の域を超える発展はしなかった。キエフ地域の都市の特徴として、繁栄期が比較的短く、新しい都市が近隣に登場するとそれに統合していったことが挙げられる。 |                | |
| ノヴゴロド公国 |                | |
| 都市名 | 建設年         | 特記事項 |
| ノヴゴロド | 859年          | スロヴェネ族(ru)の中心地。852年、854年、862年を初出とする年代記もある。都市には「リューリクの城址(ru)」（ユネスコ世界遺産）を含む。 新石器時代の遺跡がある。 ノヴゴロド公国（ノヴゴロド共和国）の首都。 |
| イズボルスク | 862年          | クリヴィチ族の都市。 |
| ラドガ | 862年          | 年輪年代学のデータによれば、753年までさかのぼる。 |
| プスコフ / プレスコフ | 903年          | 地域には、より早い年代の考古学的遺跡である「プスコフ長形クルガン(ru)」がある。 プスコフ公国の首都。 |
| トルジョーク | 1139年         | |
| ホルム | 1144年         | |
| ルーキ | 1166年         | |
| ルーサ |                | 考古学的データでは、10世紀末期 - 11世紀初期に建設された。 |
| ヴォルィーニ公国 |                | |
| 都市名 | 建設年         | 特記事項 |
| ヴォルィニ(ru) | 11世紀         | ドレヴリャーネ族、ブジャーネ族、ヴォルィニャネ族が最初の居住者。 |
| チェルヴェン(ru) | 981年          | チェルヴェンの諸都市の中心的都市。 |
| ウラジーミル=ヴォリンスキー | 988年/1019年   | ヴォルィーニ公国の首都。 |
| ベレスチエ | 1019年         | |
| ベルズ | 1030年         | ベルズ公国の首都。 |
| ドロゴブジ | 1084年         | ドロゴブージ公国の首都。 |
| ルチスク | 1085年         | ルーツク公国の首都。 |
| ブジスク / ボジスク | 1097年         | ブジスク公国の首都。 |
| ピンスク | 1097年         | ピンスク公国の首都。 |
| ペレソプニツァ | 1149年         | ヴォルィーニ公国の前線の城として名が知られていた。 |
| ガーリチ公国 |                | |
| 都市名 | 建設年         | 特記事項 |
| ペレムィシリ | 981年          | 国境に位置し、レーゲンスブルク - プラハ - クラクフをつなぎルーシへ至る交易路上の貯蔵庫の役割を果たしていた。 ペレムィシュリ公国の首都。                                                                 |
| テレボヴリ | 1097年         | テレボヴリ公国の首都。 |
| ガリチ | 898年 / 1140年 | ガーリチ公国の首都。 |
| ズヴェニゴロド | 9世紀          | ズヴェニゴロド公国の首都。 |
| チェルニゴフ公国 |                | |
| 都市名 | 建設年         | 特記事項 |
| リュベチ | 881年/882年    | 北からキエフへ向かうルートの前線の拠点。1140 - 1150年代に荒廃したという記述がある。 |
| チェルニゴフ | 907年          | 経済活動の中心地。付近のシェストヴィツァ(ru)のポゴストが知られる。 チェルニゴフ公国の首都。 |
| スタロドゥブ | 9世紀          | |
| クルスク | 1032年/1095年> | クルスク公国の首都。 |
| フシチイシュ | 1142年         | フシチイシュ公国の首都。 |
| ノヴゴロド=セヴェルスキー | 1044年/1146年  | ノヴゴロド・セヴェルスキー公国の首都。 |
| プチヴリ | 989年/1146年   | プチヴリ公国の首都。 |
| エレツ | 1146年         | |
| ブリャンスク / デブリャンスク | 985年/1146年   | |
| グルホフ | 992年/1152年   | |
| スタロドゥーブ | 1080年         | 1982年に行われた考古学的研究によれば、8世紀末から存在していたとされる。 |
| トルブチェフスク | 1185年         | |
| トムタラカニ | 990年代        | 現ロシア・クラスノダール地方のタマン半島に位置した。当時は飛び地だったが、チェルニゴフ公国の管轄だった。 トムタラカニ公国の首都。                                                                       |
| スモレンスク公国 |                | |
| 都市名 | 建設年         | 特記事項 |
| スモレンスク | 863年          | クリヴィチ族の中心地。付近（13km地点）のグニョーズドヴォ(ru)には、早くに荒廃したポゴストがあることが知られている。 スモレンスク公国の首都。                                                             |
| ムスチスラヴリ | 1135年         | ムスチスラヴリ公国の首都。 |
| ロスチスラヴリ | 1137年         | |
| トロペツ | 1150年         | トロペツ公国の首都。 |
| ポロツク公国 |                | |
| 都市名 | 建設年         | 特記事項 |
| ポロツク | 862年          | ポロツク公国の首都。 |
| ビテプスク | 974年          | ヴィテプスク公国の首都。 |
| ミンスク | 1067年         | 1066年にキエフの公によって破壊されたという記述もある。 ミンスク公国の首都。 |
| ドリユテスク | 1092年         | ドルツク公国の首都。 |
| ボリソフ | 1102年         | |
| イジャスラヴリ | 1127年         | イジャスラヴリ公国の首都。 |
| ロゴジュスク | 1128年         | ロゴジュスク公国の首都。 |
| ゴロドノ | 1132年         | |
| ウラジーミル大公国 |                | |
| 都市名 | 建設年         | 特記事項 |
| ロストフ | 862年          | ウラジーミル大公国の旧首都（ロストフ・スーズダリ公国期）、ロストフ公国の首都。 |
| ベロオゼロ | 862年          | ヴェシ族、メリャ族（共にフィン・ウゴル系）の地の都市。 |
| ウラジーミル=ザレスキー | 990年          | ウラジーミル大公国の首都。 |
| ウグリチ | 937年/1149年   | ウグリチ公国の首都。 |
| スズダリ | 999年 /1024年  | ウラジーミル大公国の旧首都（ロストフ・スーズダリ公国期）、スーズダリ公国の首都。 |
| ヤロスラヴリ | 1010年         | ヤロスラヴリ公国の首都。 |
| ヴォロク=ラムスキー | 1135年         | |
| モスクワ | 1147年         | モスクワ大公国の首都。 |
| ペレヤスラヴリ=ザレスキー | 1152年         | ペレヤスラヴリ・ザレスキー公国の首都。 |
| コストロマ | 1152年         | |
| ユーリエフ=ポリスキー | 1152年         | |
| ボゴリューボヴォ | 1158年         | アンドレイ・ボゴリュブスキーの居城から発展。 |
| トヴェリ | 1135年/1209年  | トヴェリ公国の首都。 |
| ドミトロフ | 1180年         | ユーリー・ドルゴルーキーが建設。 |
| ヴォログダ | 975年/1147年   | |
| ウスチュグ | 1147年/1207年  | |
| ニジニー=ノヴゴロド | 1221年         | |
| リャザン公国 |                | |
| 都市名 | 建設年         | 特記事項 |
| ムロム | 862年          | ムーロム公国の首都。 |
| リャザン | 1095年         | リャザン公国の首都。（現スターラヤ・リャザン(ru)） |
| ペレヤスラヴリ=リャザンスキー | 1095年         | （現在のリャザン） |
| ザライスク | 1146年         | |
| コロムナ | 1177年         | コロムナ公国の首都。 |
| プロンスク | 1186年         | プロンスク公国の首都。 |
| トゥーラ | 1146年         | |